# Ejército de la República Árabe Siria
El  Ejército Sirio (árabe: الجيش السوري, Al-Jaysh Al-Suriu), o simplemente el Ejército de Siria, es la fuerza terrestre de las Fuerzas Armadas de Siria. El Ejército sirio, es el componente militar dominante de los cuatro servicios armados, el ejército controla la mayoría de cargos superiores y tiene el mayor personal, con un 80% del total combinado. El Ejército sirio fue creado por los franceses tras la Primera Guerra Mundial, cuando consiguieron un mandato sobre la región.
Desde 1948 el Ejército sirio ha tenido un papel importante en la vida política del país, ha participado en cinco golpes militares: dos de ellos en 1949, incluyendo el golpe de Estado de marzo de 1949 y el golpe de agosto de 1949 por el coronel Sami al-Hinnawi, en 1954, 1963, 1966, así como el Movimiento Correctivo de 1970. El Ejército sirio, ha luchado cuatro guerras contra el estado sionista de Israel (en 1948, en la Guerra de los Seis Días en 1967, en 1973 y en 1982 en el Líbano) y una con Jordania (Septiembre Negro, en 1970). También desplegó una división acorazada en Arabia Saudita, entre 1990 y 1991, como parte de la Coalición Internacional que intervino en la primera guerra del Golfo. Desde 1975 y hasta 2006, el Ejército sirio fue el pilar principal de la ocupación siria del Líbano. Dentro de Siria, el ejército jugó un papel importante en la supresión de la rebelión islámica de Siria que hubo entre 1979 y 1982, y luchó entre 2011 y 2024 en la Guerra civil siria. El Alto Mando del Ejército sirio informó a los soldados y oficiales que ya no estarían en servicio a partir del 7 de diciembre de 2024, por la caída del régimen de Bashar Al-Asad tras la rápida ofensiva del noroeste de Siria de 2024.

## Estructura

### 2001

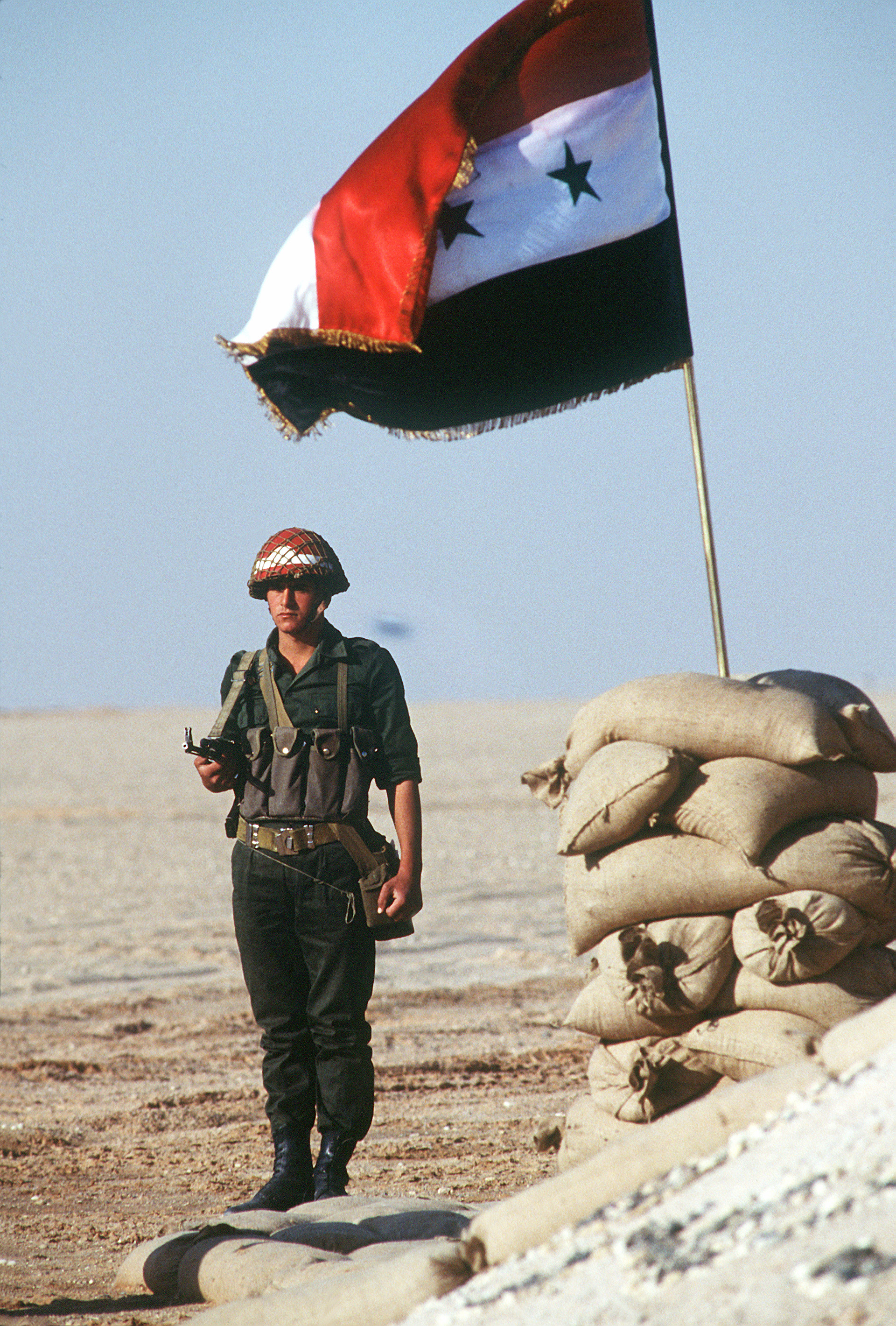
Un policía militar.

Richard Bennett escribió en 2001 que "se formaron tres cuerpos en 1985 para "dar al Ejército más flexibilidad y para mejorar la eficiencia al descentralizar la estructura de mando, poniendo en práctica algunas de las lecciones aprendidas durante la invasión israelí del Líbano en 1982."

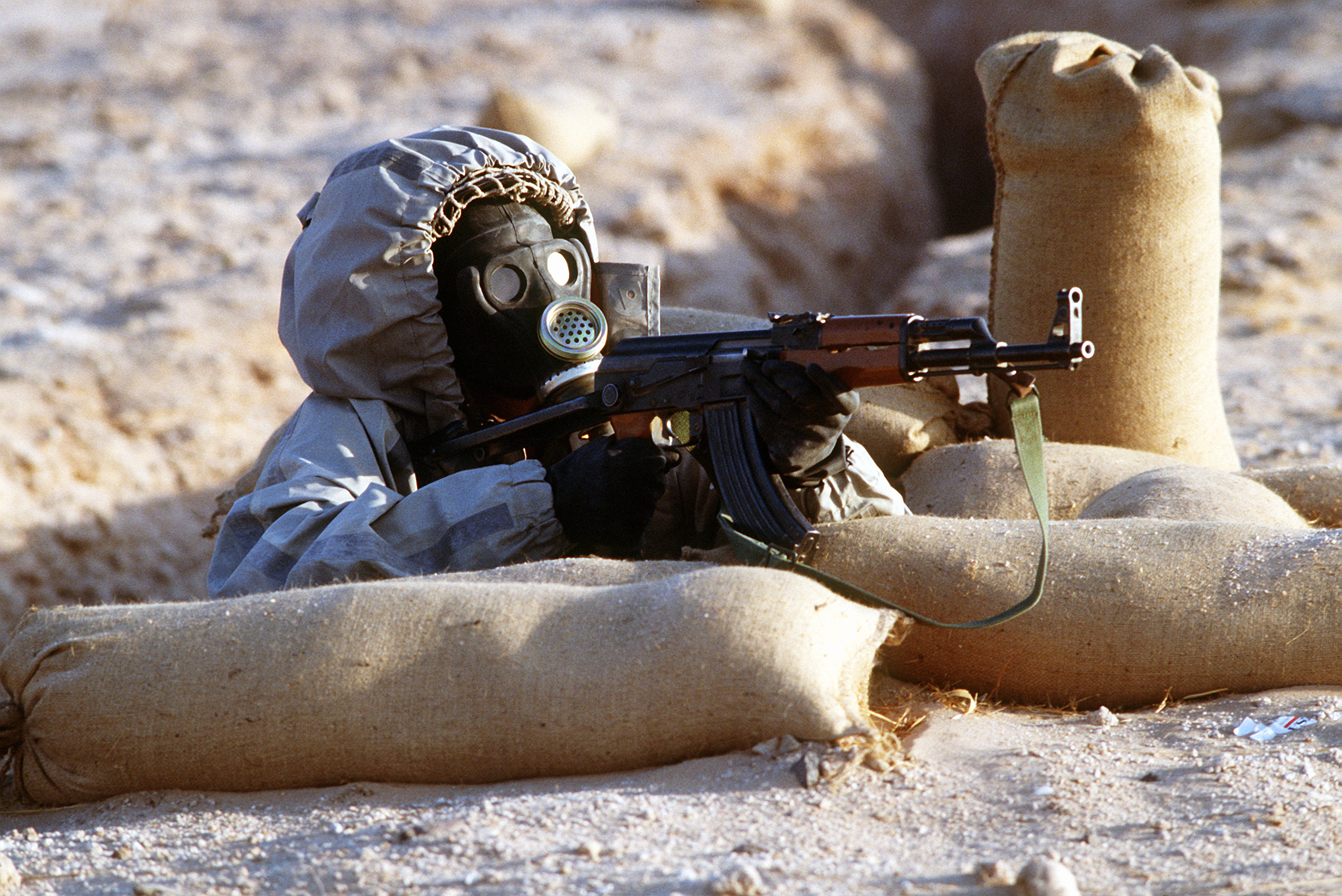
Un soldado sirio apunta un fusil de asalto chino Tipo 56 durante la Operación Desert Shield.

La estimación de Richard Bennett del orden de batalla en 2001 era:
| 1.º Cuerpo |
| --- |
| Cuartel general: Damasco |
| Cubría la zona de los Altos del Golán, la zona fortificada, y hacia el sur en Daraa cerca de la frontera con Jordania. |
| - 5.ª División Acorazada - 17.ª Brigada Acorazada - 96.ª Brigada Acorazada - 112.ª Brigada Mecanizada - 6.ª División Acorazada - 12.ª Brigada Acorazada - 98.ª Brigada Acorazada - 11.ª Brigada Mecanizada - 7.ª División Mecanizada - 58.ª Brigada Acorazada - 68.ª Brigada Acorazada - 78.ª Brigada Mecanizada - 8.ª División Acorazada - 62.ª Brigada Acorazada - 65.ª Brigada Acorazada - 32.ª Brigada Mecanizada - 9.ª División Acorazada - 43.ª Brigada Acorazada - 91.ª Brigada Acorazada - 52.ª Brigada Mecanizada |
| La 9.ª División Acorazada sirvió en la guerra del Golfo de 1991 bajo la reserva del Comando Norte de las Fuerzas Conjuntas Árabes. La 52.ª Brigada Mecanizada se encontraba en Daraa al sur de Siria en mayo de 2013. Bennett dijo que el 1.º Cuerpo también tenía cuatro regimientos de fuerzas especiales, incluyendo dos entrenados para operaciones de comando aerotransportados en contra de los puestos de observación y de inteligencia de señales israelíes en el Monte Hermon y los Altos del Golán.              |

| 2.º Cuerpo |
| --- |
| Cuartel general: Zabadani |
| Cubría la zona al norte de Damasco, hacia Holms, e incluía el Líbano. |
| - 1.ª División Acorazada - 44.ª Brigada Acorazada - 46.ª Brigada Acorazada - 42.ª Brigada Mecanizada - 3.ª División Acorazada - 47.ª Brigada Acorazada - 82.ª Brigada Acorazada - 132.ª Brigada Mecanizada - 11.ª División Acorazada - 60.ª Brigada Acorazada - 67.ª Brigada Acorazada - 87.ª Brigada Mecanizada - 4.ª División Mecanizada - 1.ª Brigada Acorazada - 61.ª Brigada Mecanizada - 89.ª Brigada Mecanizada - 10.ª División Mecanizada, con base en Shtoura, Líbano. Sus unidades principales estaban desplegadas [en 2001] para mantener controlada la autopista estratégica de Beirut-Damasco. Sus brigadas eran: - 123.ª Brigada Mecanizada, cerca de Yanta - 51.ª Brigada Acorazada, cerca de Zahle en el valle de Beqaa - 85.ª Brigada Acorazada, desplegada sobre el complejo de posiciones en Dahr al-Baidar - Tres brigadas pesadas más de la 3.ª y 11.ª Divisiones Acorazadas se desplegaron regularmente al este del Líbano. - Había 5 regimientos de fuerzas especiales en el Líbano. |

| 3.º Cuerpo |
| --- |
| Cuartel general: Alepo |
| Con base en el norte, cubría la zona de Hama, la frontera turca e iraquí, y la costa mediterránea. Su misión consistía en proteger el complejo de guerra química y biológica, y la secciones de producción de misiles y lanzaderas. |
| - 2.ª División Acorazada de Reserva. Es posible que la 2.ª División se encargara además de la formación de entrenamiento principal de las fuerzas acorazadas. - 14.ª Brigada Acorazada - 15.ª Brigada Acorazada - 19.ª Brigada Mecanizada - Otras unidades bajo el control del Cuerpo incluían cuatro brigadas de infantería independientes, una brigada de guardias, un regimiento acorazado independiente, un grupo de brigada y un regimiento de fuerzas especiales. - Brigada de Defensa Costera, una unidad prácticamente independientemente dentro del área del 3.º Cuerpo, con base en la base naval de Latakia. Contenía 4 Batallones de Defensa Costera, en Latakia, Banias, Hamidieh y Tartus. Cada batallón tenía cuatro baterías con sistemas de misiles SSC-3 Styx de corto alcance y SSC-1B Sepal de largo alcance. |

### 2006
El IISS indicó formaciones más pequeñas en 2006:
- 4 Brigadas de Infantería independientes
- 10 Regimientos de Fuerzas Especiales Aerotransportadas independientes (7 Regimientos subordinados al 2.º Cuerpo)
- 2 Brigadas de Artillería independientes
- 2 Brigadas Antitanque independientes
- Comando de Misiles tierra-tierra con tres brigadas SSM (cada una con tres batallones SSM)
  - Una brigada con FROG-7,
  - Una brigada con Scud-B/C/D.
  - Una brigada con SS-21 Scarab,
- Tres brigadas de misiles de defensa costera
  - Una brigada con lanzamisiles 4 SS-C-1B Sepal,
  - Una brigada con 6 lanzamisiles P-15 Termit, designación alternativa al SS-C-3 "Styx"
  - Una brigada con 6+ lanzamisiles P-800 Oniks
- Una brigada de guardia fronteriza

Protegiendo a Damasco:
- 4.ª División Acorazada (Las Compañías de Defensa se transformaron en la 569.ª División Acorazada, que más tarde se convirtió en la 4.ª División Acorazada.)[11]
- La División Acorazada de la Guardia Republicana, con tres brigadas acorazadas, una brigada mecanizada, y un regimiento de artillería.

En Alepo se encuentra la «Academia Militar de Al-Assad» (en árabe: أكاديمية الأسد للهندسة العسكرية‎), que proporciona entrenamiento básico para los nuevos reclutas de los cuerpos de infantería y acorazados, y entrenamiento avanzado para los ingenieros del ejército. En diciembre de 2012, las fuerzas rebeldes del Ejército Libre Sirio capturaron la academia, aunque en junio de 2013 parece haber sido recuperada por el gobierno.

### Detalles de 2011
Los informes de Human Rights Watch y del Washington Institute parecen confirmar la existencia de la 15.ª División de Fuerzas Especiales, que al parecer permaneció fiel al gobierno tras el inicio de la guerra.
El Concejo Europeo nombró al Mayor General Wajih Mahmud comandante de la 18.ª División Acorazada en el Diario oficial de la Unión Europea el 15 de noviembre de 2011, sancionándolo por la violencia cometida en Homs. Henry Boyd, del IISS, observó que «...en Homs, la 18.ª División Acorazada fue reforzada por unidades de las Fuerzas Especiales y por elementos de la 4.ª División bajo el mando de facto de Maher.»
La información de Holliday 2013 sugiere que la 17.ª División Acorazada se encuentra en la reserva, responsable del este de Siria. La 93.ª Brigada, perteneciente a la 17.ª División, dejó Idlib para asegurar la Gobernación de Ar-Raqqa a principios de 2012.

### 2017
- 11.ª División Acorazada.
  - 47.ª Brigada.

## Materiales
- 10 885 Vehículos blindados de combate:
  - 6.450 Tanques de combate principal (incluyendo 1.150 en reserva)
  - 1.125 Automóviles blindados anfibios
  - 2.950 Vehículos de combate de infantería
  - 1.860 Transportes blindados de personal
- 4.815+ Piezas de artillería:
  - 1.010+ Morteros
  - 2.130+ Obuses (400 en reserva)
  - 1.675+ Cañones antiaéreos (300+ en reserva)
- 1.136 Piezas de artillería autopropulsada:
  - 485 Obuses autopropulsados
  - 650 Cañones antiaéreos autopropulsados (240 en reserva)
- 6.890+ Lanzadoras de armas guiadas antitanque (4.290 en reserva). 
  - APILAS
- 500+ Sistemas de lanzacohetes múltiples
  - 86+ Lanzadoras de misiles balísticos tácticos
- 4.235+ Lanzamisiles superficie-aire:
  - 4.000+ MANPADS
  - 235 Sistemas de defensa aérea autopropulsados

## Uniformes y distintivos (1987)

### Uniformes

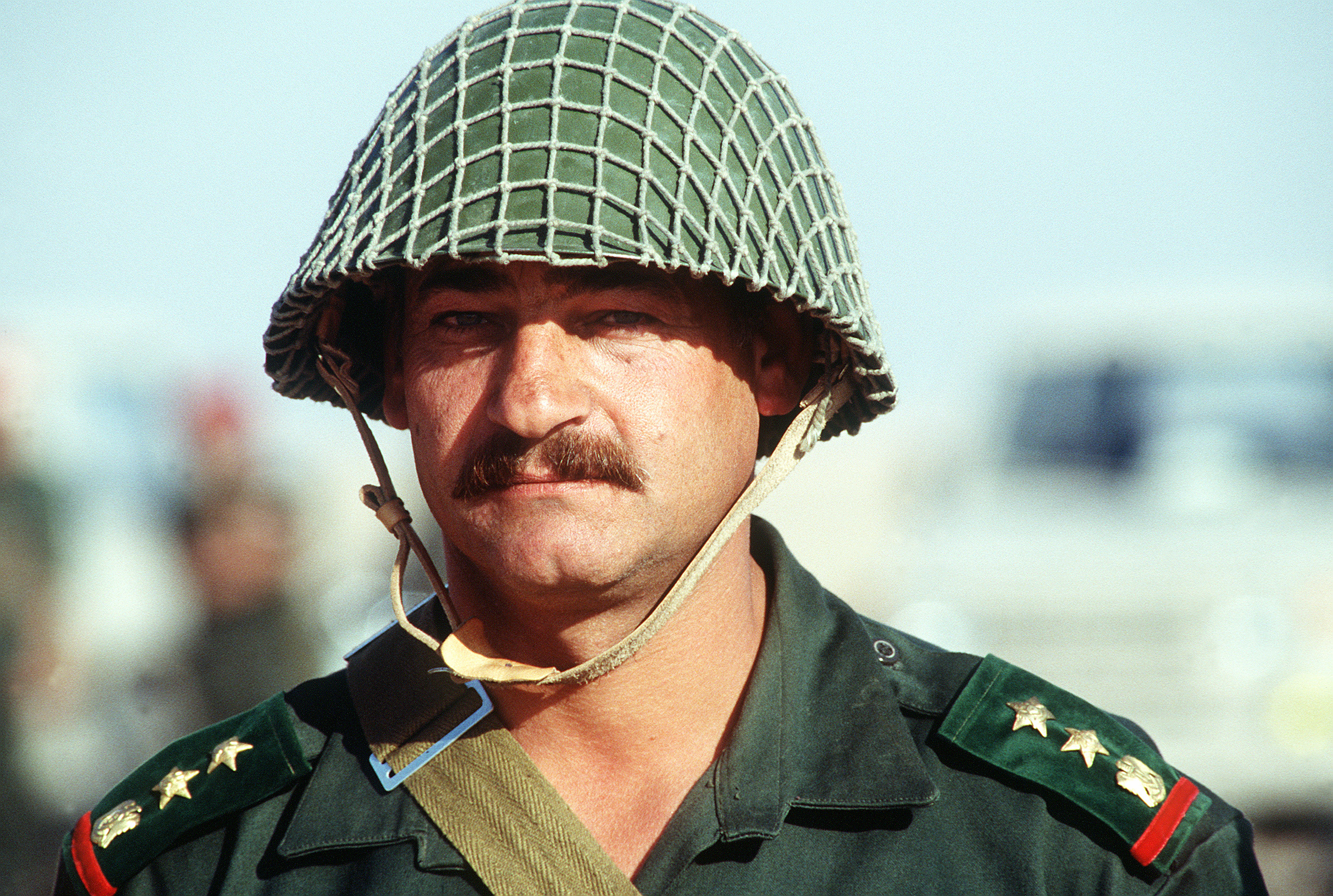
Un coronel del Ejército Sirio a finales de la primera guerra del Golfo 1991.

Los uniformes de servicio para los oficiales sirios siguen generalmente el estilo del Ejército británico, aunque la vestimenta de combate del ejército sigue el modelo soviético. Cada uniforme tiene dos chaquetas: una larga para vestir y una chaqueta corta para llevar de forma informal.
Los uniformes de los oficiales del ejército son de color caqui en verano, y de color oliva en invierno. Los oficiales de las fuerzas aéreas tienen dos uniformes para cada estación: un uniforme caqui y uno gris claro en verano, y otro azul oscuro y gris claro en invierno. Los oficiales navales visten de blanco en verano y de azul marino en invierno. Los rangos más bajos llevan unos pantalones de campana tradicionales y una guerrera blanca. El uniforme de los suboficiales navales es una chaqueta con botones similar a la que llevan los suboficiales estadounidenses.
Los oficiales tienen una variedad de gorras militares, incluyendo una gorra de servicio, un casquillo de guarnición y boina (de lino en verano y de lana en invierno). El color de la boina varía según la unidad del oficial. El color más común es el negro, para la infantería, ingenieros, señales y personal de apoyo, seguido del verde, para el personal de artillería, unidades acorazadas y mecanizadas. El rojo es para la Guardia Republicana, y el granate para las Fuerzas Especiales.
Parte del personal del Ejército (paracaidistas y fuerzas especiales) y de las Fuerzas Aéreas pueden llevar uniformes de camuflaje. Entre los camuflajes se encuentra el «Lagarto Rojo», y un patrón de «hoja siria», una copia local del patrón ERDL.
Los cascos de combate actuales incluyen el SSh-68 y el PASGT verde. Ambos pueden ser equipados con cascos de camuflaje con el patrón «Hoja Siria».

### Rangos e insignias
Los rangos de oficiales son idénticos en el ejército y la fuerza aérea. Estos consisten en dorado sobre una hombrera verde o negra para el ejército, y una hombrera azul clara para la fuerza aérea. Los rangos de oficiales son estándar, aunque el más alto es el equivalente al Coronel General, un rango mantenido en 1986 solo por el Comandante en jefe y el ministro de Defensa. Las insignia de los oficiales navales son franjas doradas que se llevan en la parte inferior de la manga. El rango de oficial más alto en la armada siria es el equivalente al Teniente General.
El rango de suboficial mayor en el ejército y la fuerza aérea se indica con estrellas doradas en un escudo de color oliva en el brazo izquierdo. Otros rangos de suboficiales inferiores se indican con chevrones, en el brazo izquierdo también.

### Condecoraciones
Aunque están autorizadas unas 25 órdenes y medallas, generalmente solo los suboficiales y oficiales superiores llevan cintas de medallas. Las siguientes son algunas condecoraciones sirias importantes:
- Orden de los Omeyas
- Medalla al Honor Militar
- Medalla de Guerra
- Medalla al Valor
- Medalla Yarmuk
- Medalla de Herido en Combate
- Medalla del 8 de marzo de 1963.[18]

## Aniversario
El 1 de agosto se considera nacionalmente el Día del Ejército. En 2013, el presidente Assad visitó a los soldados en Darayya, y dio un mensaje al ejército diciendo que estaba convencido de la victoria sobre los rebeldes.